# UCI-BMX-Racing-Weltcup 2013
Beim UCI-BMX-Racing-Weltcup 2013, auch UCI-BMX-Supercross-Weltcup genannt, wurden durch die Union Cycliste Internationale die Weltcup-Sieger im BMX-Rennsport ermittelt.

## Termine
Der Weltcup-Kalender enthielt vier Rennen in verschiedenen Ländern, verteilt über den Zeitraum von April bis September. Ein weiterer Lauf hätte, wie im Vorjahr, Anfang September im kanadischen Abbotsford stattfinden sollen, musste aber aus finanziellen Gründen gestrichen werden.
- Manchester: 19. und 20. April
- Santiago del Estero: 10. und 11. Mai
- Papendal: 15. und 16. Juni
- Chula Vista: 27. und 28. September

Jedes Rennen ging über zwei Tage, wobei am ersten Tag das Zeitfahren stattfand und am zweiten Tag die Finalläufe. Im Zeitfahren wurden für einen Sieg 50 Punkte vergeben, im Finallauf 225 Punkte; die nachfolgenden Teilnehmer erhielten in Abstufungen weniger Punkte.

## Männer
Zeitfahren
| # | Datum         | Ort                 | Erster        | Zweiter          | Dritter       |
| - | ------------- | ------------------- | ------------- | ---------------- | ------------- |
| 1 | 19. April     | Manchester          | Liam Phillips | Tory Nyhaug      | Connor Fields |
| 2 | 10. Mai       | Santiago del Estero | Connor Fields | Joris Daudet     | Sylvain André |
| 3 | 15. Juni      | Papendal            | Connor Fields | Jelle van Gorkom | Damien Godet  |
| 4 | 27. September | Chula Vista         | Connor Fields | Corben Sharrah   | Tory Nyhaug   |

Rennen
| # | Datum         | Ort                 | Erster           | Zweiter          | Dritter        |
| - | ------------- | ------------------- | ---------------- | ---------------- | -------------- |
| 1 | 20. April     | Manchester          | Liam Phillips    | Tory Nyhaug      | Sam Willoughby |
| 2 | 11. Mai       | Santiago del Estero | Connor Fields    | Jelle van Gorkom | Joris Daudet   |
| 3 | 16. Juni      | Papendal            | Jelle van Gorkom | Edžus Treimanis  | Damien Godet   |
| 4 | 28. September | Chula Vista         | Sam Willoughby   | Tory Nyhaug      | Connor Fields  |

Gesamtwertung
| Platz | Name             | Punkte |
| ----- | ---------------- | ------ |
| 1     | Connor Fields    | 790    |
| 2     | Jelle van Gorkom | 708    |
| 3     | Liam Phillips    | 605    |
| 4     | Sylvain André    | 590    |
| 5     | Twan van Gendt   | 490    |
| 6     | Tory Nyhaug      | 475    |

## Frauen
Zeitfahren
| # | Datum         | Ort                 | Erster          | Zweiter        | Dritter           |
| - | ------------- | ------------------- | --------------- | -------------- | ----------------- |
| 1 | 19. April     | Manchester          | Shanaze Reade   | Alise Post     | Merle van Benthem |
| 2 | 10. Mai       | Santiago del Estero | Shanaze Reade   | Mariana Pajón  | Eva Ailloud       |
| 3 | 15. Juni      | Papendal            | Mariana Pajón   | Alise Post     | Manon Valentino   |
| 4 | 27. September | Chula Vista         | Felicia Stancil | Laura Smulders | Alise Post        |

Rennen
| # | Datum         | Ort                 | Erste         | Zweite         | Dritte            |
| - | ------------- | ------------------- | ------------- | -------------- | ----------------- |
| 1 | 20. April     | Manchester          | Shanaze Reade | Brooke Crain   | Merle van Benthem |
| 2 | 11. Mai       | Santiago del Estero | Shanaze Reade | Mariana Pajón  | Laura Smulders    |
| 3 | 16. Juni      | Papendal            | Mariana Pajón | Arielle Martin | Lauren Reynolds   |
| 4 | 28. September | Chula Vista         | Mariana Pajón | Alise Post     | Amanda Carr       |

Gesamtwertung
| Platz | Name           | Punkte |
| ----- | -------------- | ------ |
| 1     | Mariana Pajón  | 775    |
| 2     | Arielle Martin | 688    |
| 3     | Laura Smulders | 635    |
| 4     | Alise Post     | 625    |
| 5     | Amanda Carr    | 567    |
| 6     | Shanaze Reade  | 550    |